# Drosophila brunneisetae
Drosophila brunneisetae är en tvåvingeart som beskrevs av Elmo Hardy 1965. Drosophila brunneisetae ingår i släktet Drosophila och familjen daggflugor.
Artens utbredningsområde är Hawaii.